# Église Saint-Pierre de Bagnols
Pour les articles homonymes, voir Église Saint-Pierre.
L'église Saint-Pierre est une église catholique située à Bagnols, en France.

## Localisation
L'église Saint-Pierre est située dans l'angle sud-ouest du département français du Puy-de-Dôme, au centre de la place principale du village de Bagnols.

## Historique
L'église romane date du XIIe siècle, mais a subi de profondes modifications du XIVe au XVIe siècle, puis aux XIXe et XXe siècles. Seul témoin du bâtiment original, le chœur subsiste. La nef bâtie en style gothique au XIVe siècle est modifiée deux siècles plus tard. Entre-temps, le porche et le portail actuels sont construits au XVe siècle. Le clocher et la charpente sont incendiés en 1830, reconstruits puis de nouveau la proie des flammes en 1895. La charpente provisoire est détruite en février 1897 lors d'un violent épisode météorologique. Le cimetière attenant à l'église est déplacé en 1903. La reconstruction du clocher s'achève en 1910.
L'édifice est inscrit au titre des monuments historiques le 21 août 1992 pour son chœur roman.

## Architecture
Comme nombre d'églises chrétiennes, l'édifice est orienté est-ouest.
Côté ouest, le clocher carré, avec une flèche polygonale, surmonte un porche qui protège le portail d'entrée. À l'angle nord-ouest de la nef, une tourelle d'escalier permet d'accéder au clocher. La nef ainsi que le transept, en pierre blanche, surmonté d'un clocheton et formé de deux chapelles latérales rectangulaires, sont voûtés d'ogives. Le chœur, voûté en cul-de-four, a conservé son architecture romane.

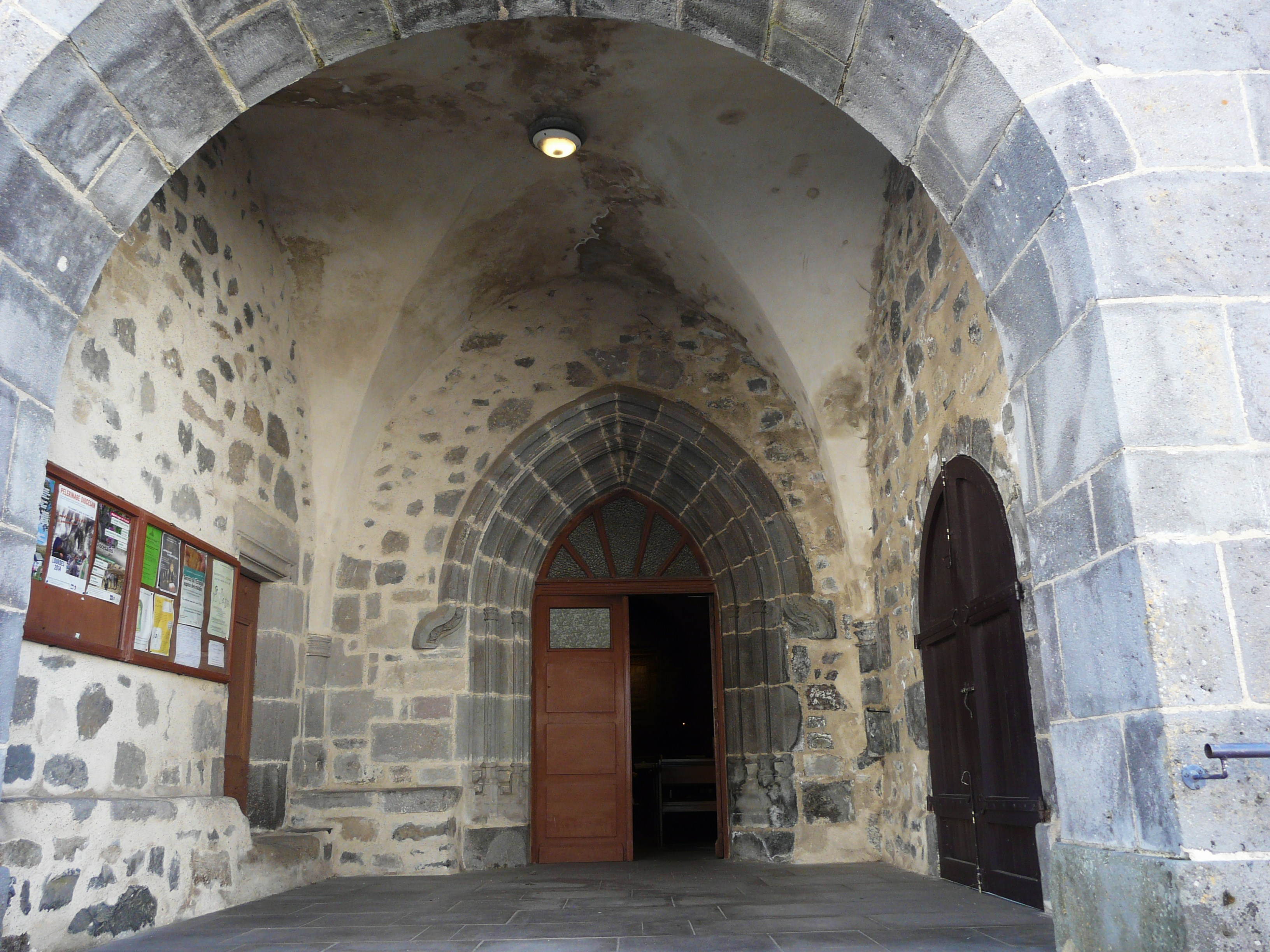
Le porche et le portail.
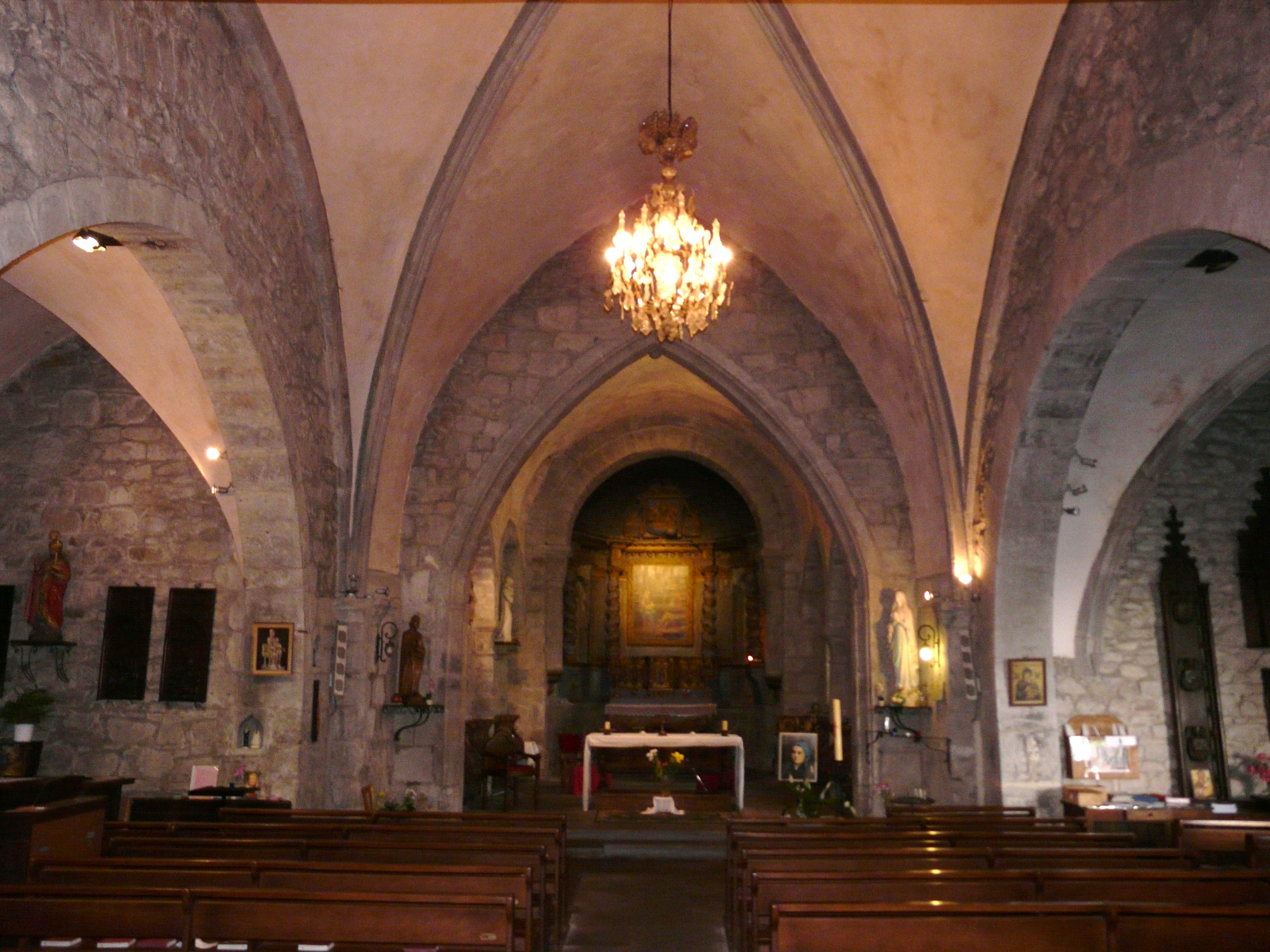
La nef, le chœur et les deux chapelles latérales.
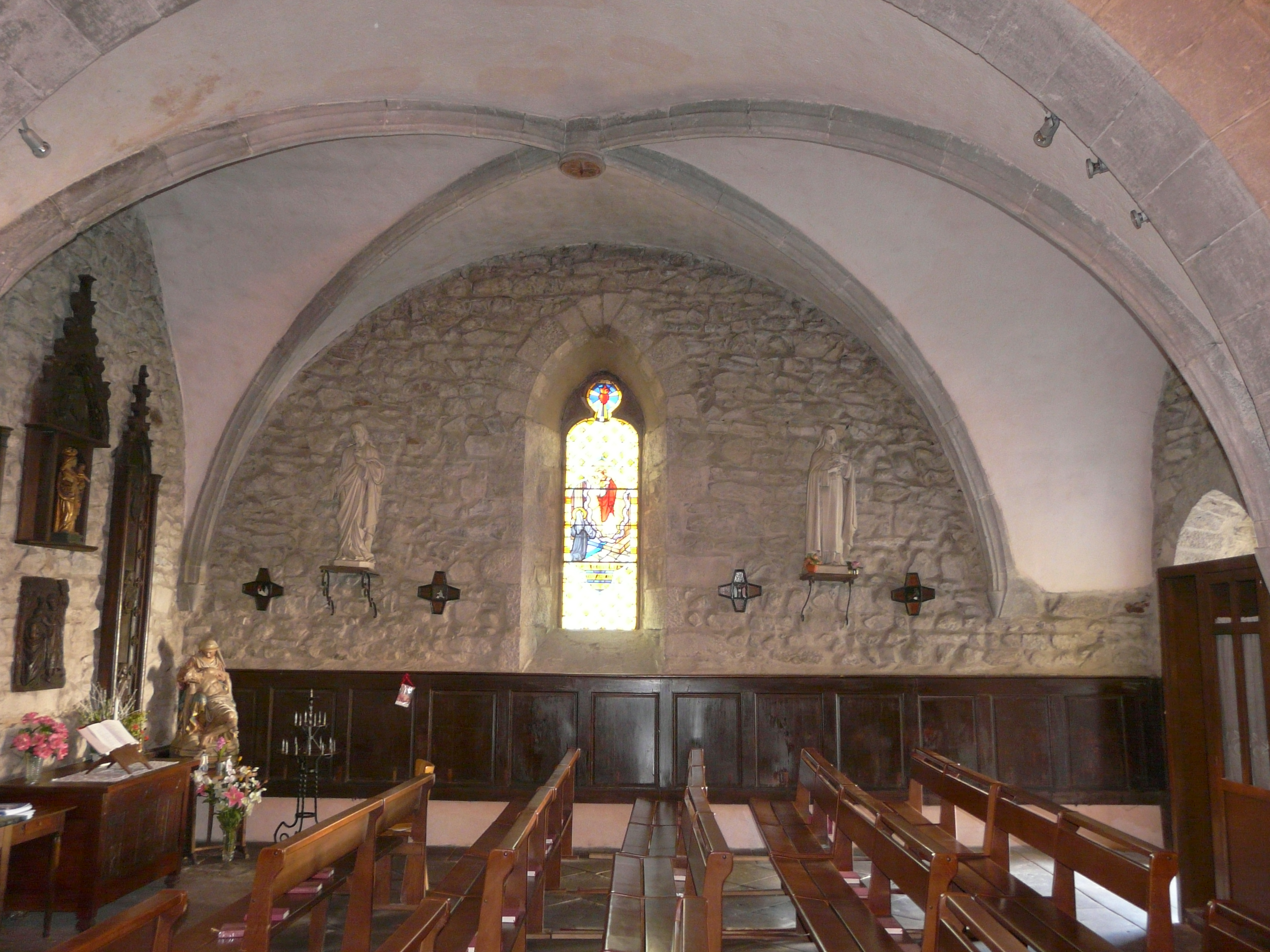
La chapelle latérale sud.
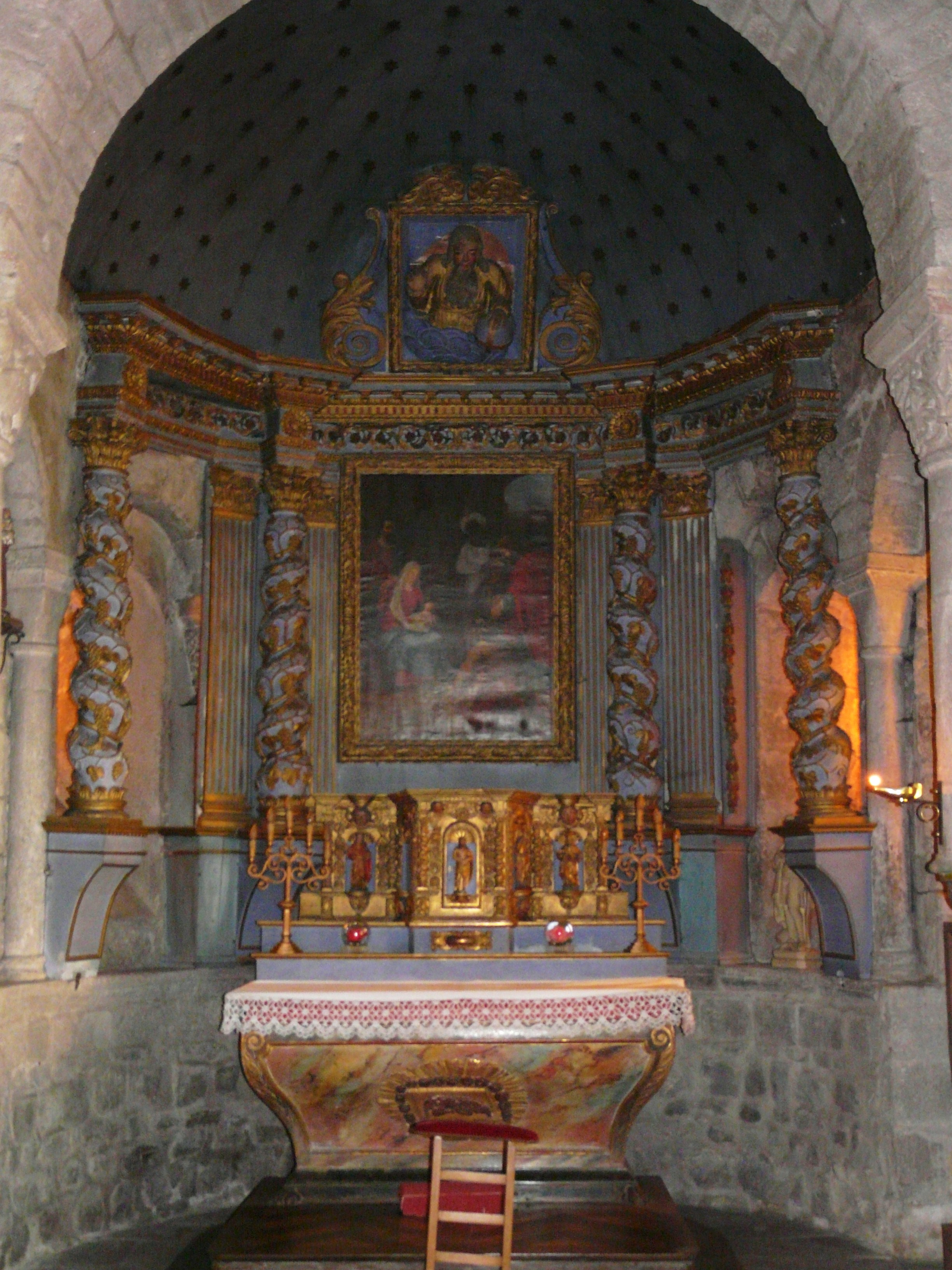
Le chœur.

## Mobilier
Le maître-autel, le tabernacle et le retable du chœur, datés du XVIIe ou du XVIIIe siècle, sont classés au titre des monuments historiques depuis 1983.

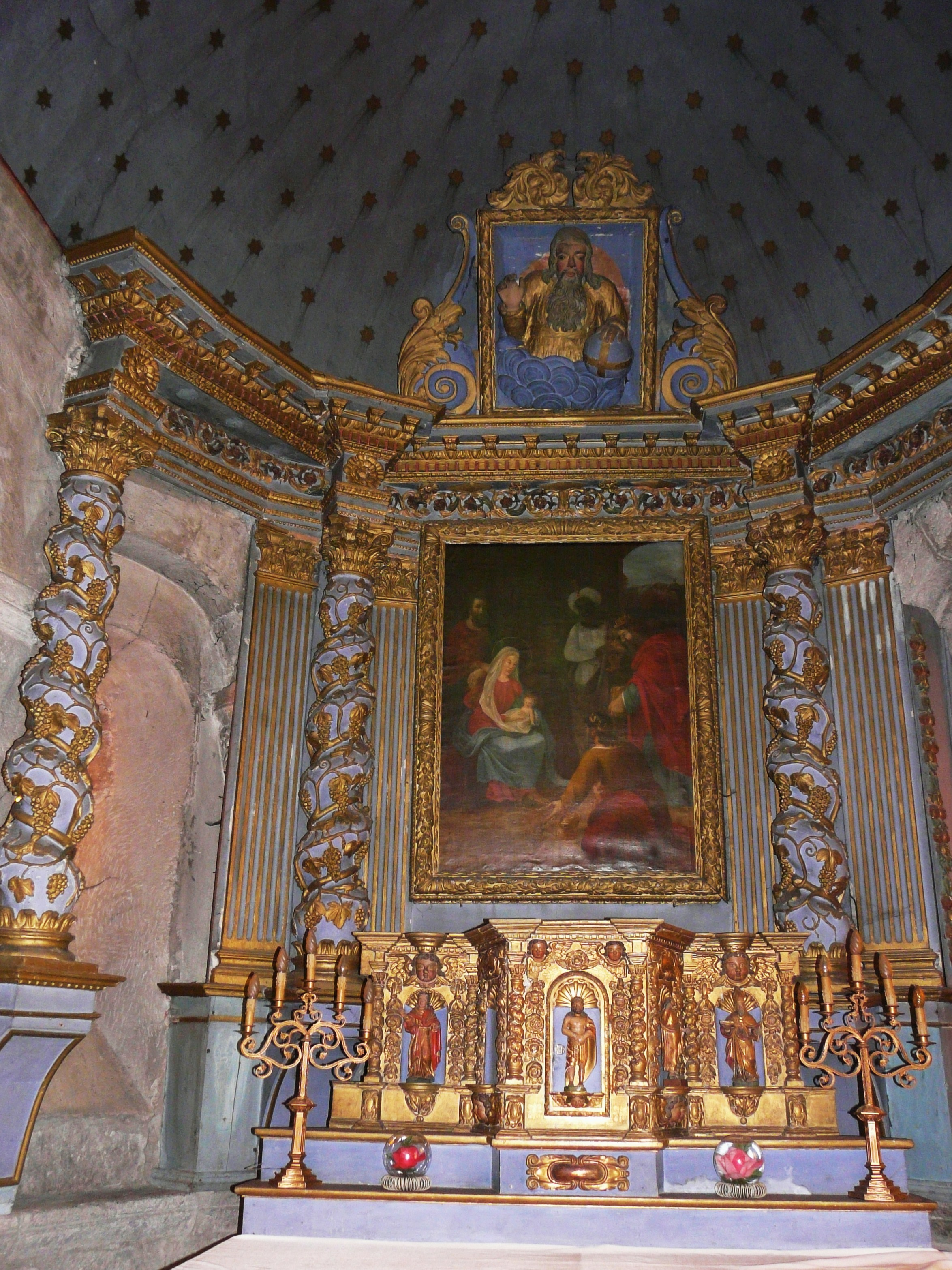
Le retable et le tabernacle.
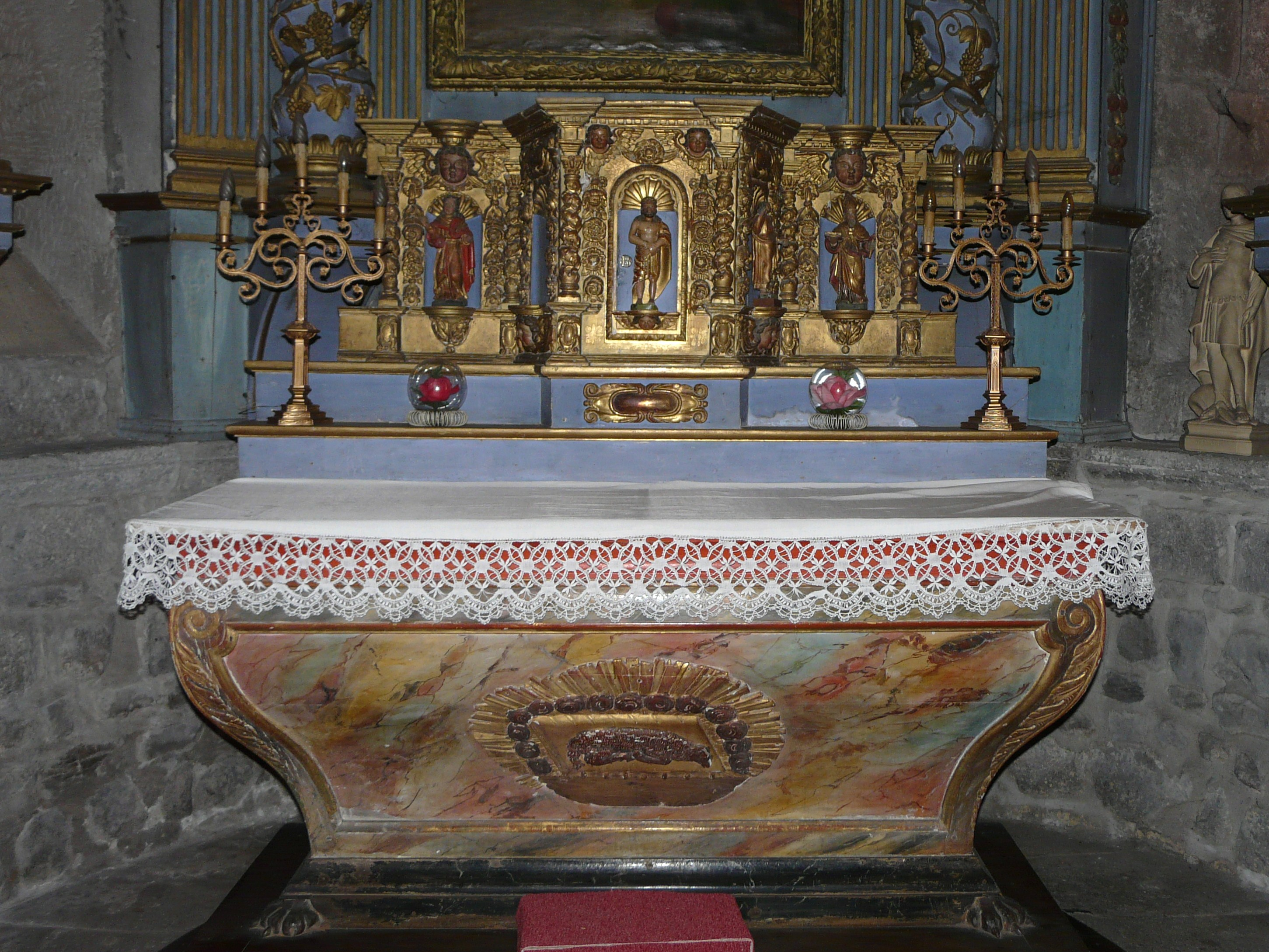
L'autel et le tabernacle.